# 바이에리셔 플라츠역
바이에리셔 플라츠역(U-Bahnhof Bayerischer Platz)은 베를린 템펠호프쇠네베르크구 쇠네베르크에 있는 U4, U7의 환승역이다. 이 역은 쇠네베르크의 바이에리셰스 피어텔(Bayerisches Viertel)에 있는 같은 이름의 광장 아래에 설치되어 있다. U4 노선의 역은 1910년 12월 1일 당시 독립시였던 쇠네베르크의 도시 철도역으로 개업했고, U7 노선의 역은 1971년에 개업했다. U4 노선의 역사는 건축유산으로 지정되어 있다.

## 역사
이 역은 놀렌도르프플라츠역부터 인스브루커 플라츠역까지의 쇠네베르크의 도시 철도역으로 개업했다. 현재의 U4 역사는 1909년-1910년 사이에 건설되었고 요하네스 크라츠(Johannes Kraaz)가 설계했다. 설계 당시에는 퍼걸러 형태로 남쪽 출입구를 계획했고, 프리츠 엥케(Fritz Encke)가 설계한 바이에리셔 플라츠 광장에 통합된 형태였다. 쇠네베르크 도시 철도 건설 당시부터 승강장 길이가 95 m였기 때문에 북쪽으로도 유사한 형태의 출입구를 설치했다. 석제 기둥과 철제 격자를 사용했으며 오늘날까지도 수정된 형태로 사용 중이다. 남쪽 출입구는 1956년/1957년 광장을 통과하는 도로인 그루네발트슈트라세 건설로 인하여 철거되었다. 라이너 륌러가 U7 역사를 설계하면서 1968년-1970년에 새로운 출입구가 건설되었다. 이 출입구는 2013년 7월에 철거되었다.
북쪽 출입구는 건설 당시의 형태를 보존하고 있다. 벽면은 세라믹 타일 재질로 마감했고, 계단부 벽면은 석회암 재질로 마감했다. U4 승강장 벽면은 파란색과 흰색을 사용했으며 중간에 광고판이 설치되어 있다. 건설 당시의 세라믹 타일은 보존되어 있다.
제2차 세계대전 말기 베를린 공습 중인 1945년 2월 3일 여러 도시 철도역이 폭격당했다. 이 날 바이에리셔 플라츠역에 양방향으로 열차가 정차해 있었고, 폭격 피해로 63명이 사망했다.

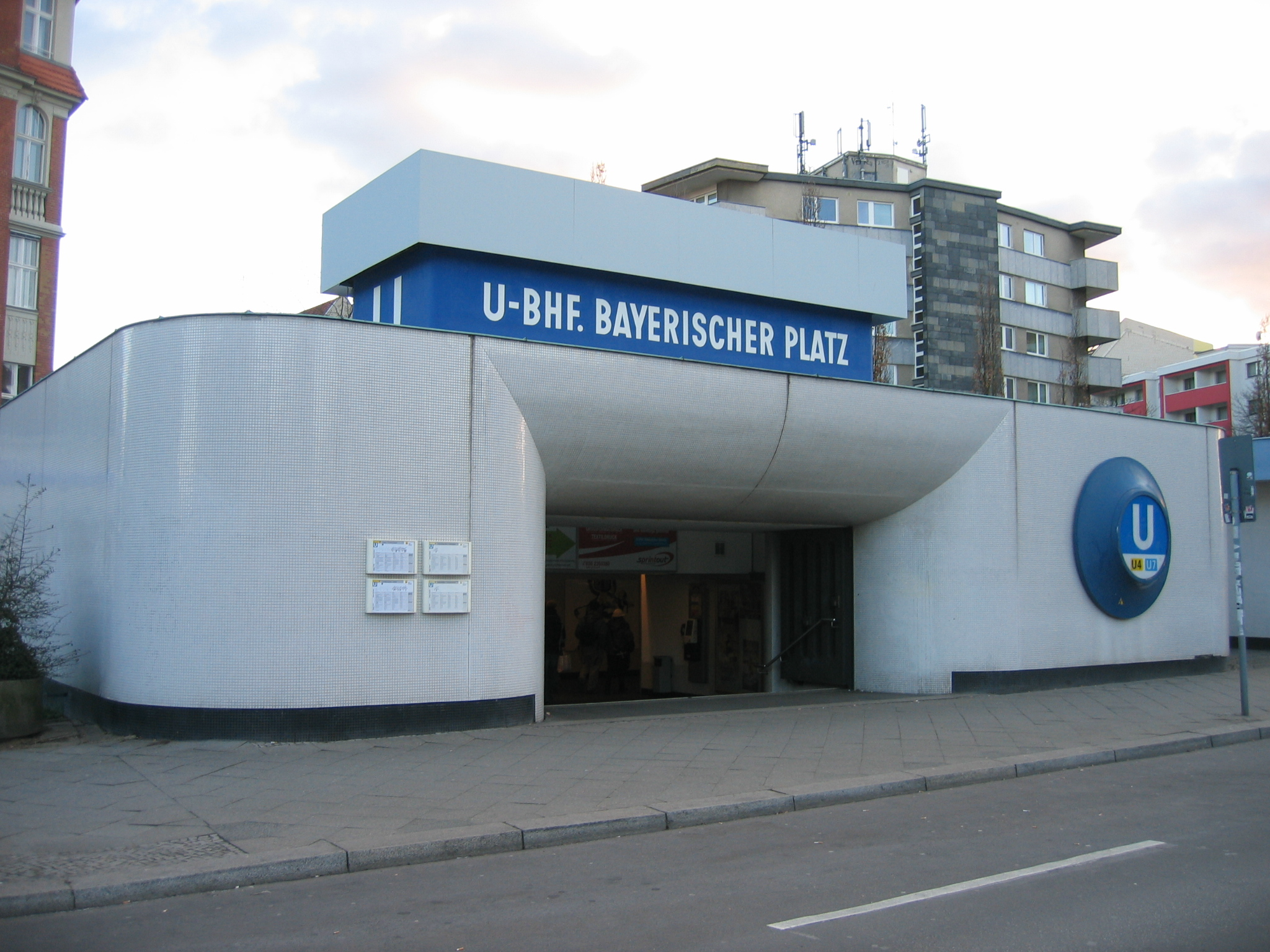
남부 출입구(1970년-2013년)

U7 역사는 라이너 륌러가 설계했다. 1968년부터 1970년까지 건설되어 1971년 1월 29일에 개업했다. 노이쾰른구에서 서베를린 도심을 향한 도시 철도 노선의 일부로 건설되었다. 1909년-1910년 건설 당시에도 차후 노선 건설 준비가 되어 있었다. U4 노선 역사는 다리 형태로 설계되었고, 노반 아래로 약 60년 후인 U7 노선이 지나가게 되었다. U7 역사 역시 바이에른 주기의 색상에서 모티브를 얻었으며, 벽면은 흰색과 파란색을 내기 위해서 석면 시멘트 재질로 마감했다. 그가 동 시기에 설계한 아이제나허 슈트라세역 및 발터슈라이버플라츠역과 비슷하게 역사를 구성했다.
2013년 초기에 제2차 세계 대전 전후의 바이에리셔 피어텔의 모습을 담은 사진이 게시되었다.

## 2013년 보수 공사

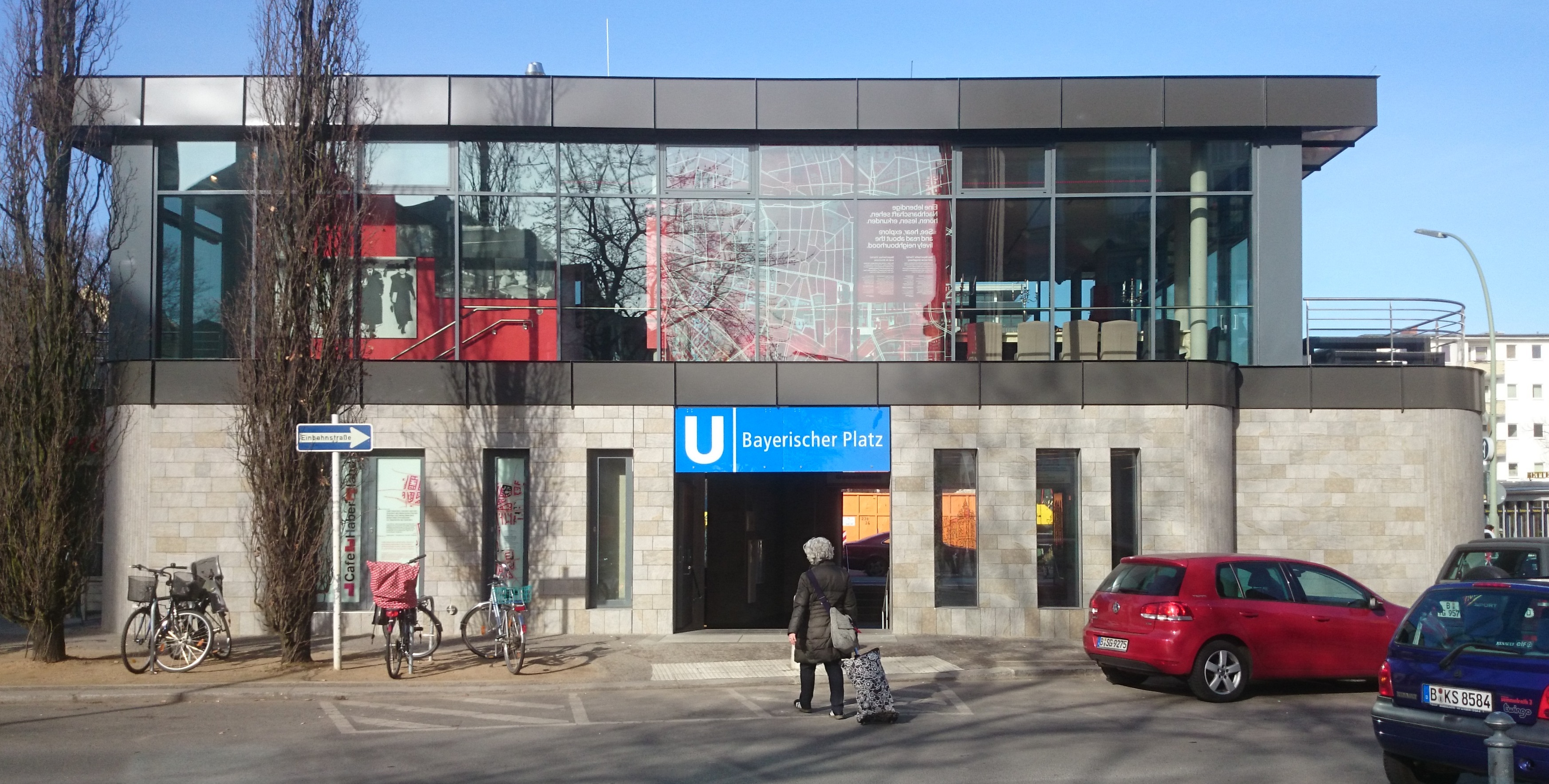
남부 출입구 재건축 이후, 2015년

BVG는 2013년 5월부터 남부 출입구의 보수 공사를 시작했다. 건축물 상태가 악화되어 철거 후 재건축이 불가피했다. 또한 근처에 있었던 화장실 시설과 키오스크도 같이 철거되었다. 출입구 자리에는 더 큰 건축물이 새로 지어졌으며, 이전에 지어졌던 출입구 형태와 유사하게 건축되었다. 해당 출입구를 통해서 인스브루커 슈트라세(Innsbrucker Straße) 방면으로 나갈 수 있게 되었다. 지상 1층에는 간이 식당과 장애인 겸용 화장실이 설치되었다. 새로운 지상 2층에는 테라스가 있는 새로운 카페가 입점했다. 카페에는 이 지역 일대의 유대인의 생활사가 전시되어 있다. 2014년 9월 17일 보수 공사가 완료되었다. BVG에서는 220만 유로의 예산을 투입하였으며, 지상 2층의 전시물은 독일 복권재단 베를린(Stiftung Deutsche Klassenlotterie Berlin)의 기부금이 투입되었다.
개업 2개월 후 그린 버디 어워드(Green Buddy Award)의 친환경 건축에서 입상했다. 특히 주목받은 부분은 터널 공기를 열원으로 사용하여 난방으로 인한 이산화탄소 배출 감축이었다.
2016년까지 추가로 엘리베이터를 2곳 설치할 예정이었다. 2018년까지 착공되지 않았으나 2019년 5월에 착공하여 2020년 3사분기에 완공될 예정이 있었다. 2020년 9월에 착공하여 2023년 완공 예정이다.

## 인접 철도역
| 베를린 지하철 4호선                        | 베를린 지하철 4호선 | 베를린 지하철 4호선                          |
| ------------------------------------------ | ------------------- | -------------------------------------------- |
| 빅토리아루이제플라츠 놀렌도르프플라츠 방면 | U4                  | 라트하우스 쇠네베르크 인스브루커 플라츠 방면 |
| 베를린 지하철 7호선                        |                     |                                              |
| 베를리너 슈트라세 라트하우스 슈판다우 방면 | U7                  | 아이제나허 슈트라세 루도 방면                |

## 참고 문헌
- Sabine Bohle-Heintzenberg: Architektur der Berliner Hoch- und Untergrundbahn. Verlag Willmuth Arenhövel, Berlin 1980, ISBN 3-922912-00-1, S. 106–107.
- Biagia Bongiorno (2007). 《Verkehrsdenkmale in Berlin. Die Bahnhöfe der Berliner Hoch- und Untergrundbahn》. Berlin: Michael Imhof Verlag. 128쪽. ISBN 978-3-86568-292-5.